# Treuepunkte
Treuepunkte ist ein deutscher Fernsehfilm aus dem Jahr 2008. Die am 12. November 2008 im ZDF zum ersten Mal ausgestrahlte Filmkomödie basiert auf dem gleichnamigen Roman von Susanne Fröhlich.

## Handlung
Andrea Schnidt führt ein nahezu perfektes Leben. Sie hat zwei Kinder, wohnt in einem abbezahlten Reihenhaus und ist mit dem erfolgreichen Scheidungsanwalt Christoph Schnidt seit über zehn Jahren verheiratet. Allerdings sieht sie eines Tages durch Zufall ihren Ehemann, wie er mit einer schönen Frau anbandelt. Es ist seine Kollegin Frau Michels aus seiner Anwaltskanzlei Langner & Langner. Sie sammelt Indizien, um sich sicher zu sein, ob beide wirklich eine Affäre pflegen.
Auf Anraten ihrer besten Freunde Sabine Schwan beschließt Andrea selbst eine Affäre einzugehen. Doch weder die intensiven Sirtaki-Tänze noch Flirts mit dem alten Schulschwarm Luke können sie davon ablenken, dass ihre Welt in sich zusammenbricht.

## Kritiken
„Ärgerlich ist an diesem Komödienversuch (Regie: Thomas Nennstiel) eine Menge; am wenigsten die Hauptdarstellerin, die in ihrer Wohlfühlwohnung zwar oft mit den Augen rollt, aber vor dem großen Abenteuer zurückschreckt. […] Zäh fließen die Dialoge, und damit noch der Letzte kapiert, dass die Hausfrau einen Verdacht hegt, muss sie ihre Gedanken laut vorsagen, als sie die Taschen des Gatten durchsucht. Auf irgendwelche Brüche, auf überraschende Wendungen wartet man vergeblich, zur besten Sendezeit wird der Zuschauer mit Klischees ruhig gestellt; die Figuren müssen sich vor der Kamera drehen und wenden, bis sie in der Totale des absoluten Durchschnitts verharren. […] Das ZDF hat versucht, lustig zu sein, es hat sogar den Komiker Dirk Bach für eine Nebenrolle engagiert – aber herausgekommen ist bloß eine Art deutsche Pilcher-Klamotte, die an ihrer Harmoniesucht erstickt.“

„Missratene (Fernseh-)Bestsellerverfilmung nach konventionellem Strickmuster. Die Schauspieler sagen aus Beton gegossene Sätze auf, die witzig und frech sein sollen, aber nur auswendig gelernt klingen.“

„Derart angestrengt lustige Hausfrauenerotik gab's zuletzt in den 50er-Jahren. Fazit: Daher kommt also der Begriff ‚treudoof‘“